# Давыдово (Колпнянский район)
Давыдово — деревня в Колпнянском районе Орловской области. Входит в состав  Ушаковского сельского поселения. Население — 4 чел. (2010).

## География
Давыдово  находится на Среднерусской возвышенности, в юго-восточной части области в западной части поселения. Уличная сеть не развита.
В 3 км от деревни исток р. Фошня.
Климат
Климат умеренно континентальный; средняя температура января −8,5 °C, средняя температура июля +18,5 °C. Среднегодовая температура воздуха составляет +4,6 °C. Годовое количество осадков 500-550 мм., в среднем 515 мм.  Количество поступающей солнечной радиации составляет 91-92 ккал/см². По агроклиматическому районированию деревня Давыдово, также как и весь  район, относится к южному с коэффициентом увлажнения 1,2-1,3. Преобладают юго-западные ветры.

## Население
| 2010 |
| ---- |
| 4    |

Национальный состав
Согласно результатам переписи 2002 года, в национальной структуре населения русские составляли 100 % от общей численности населения в  11 жителей

## Инфраструктура
Населенный пункт не обеспечен объектами социальной инфраструктуры. Застройка образована квартальной планировочной структурой. 
Личное подсобное хозяйство с зоной сельскохозяйственного использования, индивидуальная застройка усадебного типа.

## Транспорт
Просёлочная дорога. 